# Josette Altmann Borbón

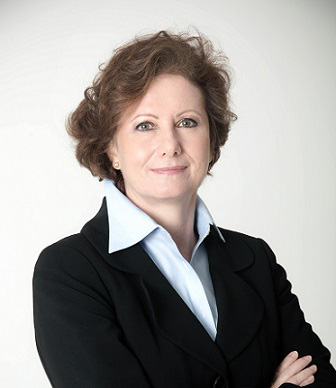
Josette Altmann Borbón

Josette Altmann Borbón (geboren am 17. Februar 1958 in San José, Costa Rica) ist eine costa-ricanische Historikerin, ehemalige First Lady und seit 2016 Generalsekretärin der internationalen sozialwissenschaftlichen Bildungsorganisation Facultad Latinoamericana de Ciencias Sociales.

## Leben
Altmann Borbón entstammt einer prominenten costa-ricanischen Familie. Ihr Vater war Fernando Altmann Ortiz, ihre Mutter Marta Eugenia Borbón Zeller. Sie erhielt eine Ausbildung an der Anglo-American School und dem Colegio Saint Clare in Cartago, studierte eine Zeitlang an der Harvard University und erhielt einen Abschluss in Geschichte von der Universidad de Costa Rica. Am 1. September 1979 heiratete sie José María Figueres Olsen, Präsident des Landes von 1994 bis 1998. Sie hat mit ihm zwei Kinder, die Ehe wurde 2000 geschieden. Sie war zunächst Mitglied des Partido Liberación Nacional (PNL), wechselte jedoch 2005 zum Partido Acción Ciudadana (PAC).
Während ihrer Zeit als First Lady förderte sie die Verbesserung von sozioökonomisch besonders schwachen Gemeinden („Dieciséis Comunidades Prioritarias“). Sie war Direktorin des Centro de Desarrollo Solidario, einem Spezialprogramm der Costa-Rica-Stiftung für nachhaltige Entwicklung. Als Autorin schreibt sie über die politische Ökonomie Lateinamerikas, die unmittelbare Geschichte und den politischen Zustand in Costa Rica. Als Hochschulprofessorin unterrichtete sie an der Fakultät für Erziehungs- und Sozialwissenschaften an der Universität von Costa Rica. Von der Universität Leiden erhielt sie ihren Doktortitel für die Dissertation Modelos de desarrollo, alianzas políticas e integración latinoamericana.
Von 2006 bis 2012 war sie Regionalkoordinatorin für internationale Zusammenarbeit und Direktorin des Observatorio de Integración Regional Latinoamericana (OIRLA) bei der Facultad Latinoamericana de Ciencias Sociales (FLACSO) in Costa Rica. Einstimmig wurde sie 2016 von den 18 Mitgliedstaaten der FLACSO zur Generalsekretärin für die Amtszeit von 2016 bis 2020 gewählt.

## Schriften
Altmann Borbón veröffentlichte mehrere Bücher, ist Mitherausgeberin und Verfasserin zahlreicher akademischer Beiträge. In der Zeitschrift La República hatte sie von 1995 bis 1999 die wöchentliche Kolumne „Punto de Vista“, als Publizistin veröffentlichte sie zu politischen und sozialen Themen Beiträge in den Zeitungen La Nación, La Prensa Libre, Semanario Universidad und Semanario Ojo. Auswahl:
- Comunidades que forjan su destino. IICA, San José, Costa Rica 1997.
- De Utopías y Realidades. Eidos Ed., San José, Costa Rica 1998.
- Costa Rica en América Latina: Historia Inmediata. FLACSO-Costa Rica, San José, Costa Rica 1998.
- Modelos de desarrollo, alianzas políticas e integración latinoamericana. In: leidenuniv.nl. Universität Leiden, 2015, abgerufen am 19. April 2018 (spanisch, Dissertation).

Herausgeberschaften und Beiträge in:
- Las paradojas de la integración en América Latina y el Caribe. Fundación Carolina/Siglo XXI, Madrid 2008.
- Integración y Cohesión Social: Análisis desde América Latina e Iberoamérica. FLACSO, Quito, Ecuador 2009.
- América Latina y el Caribe: Perspectivas de desarrollo y coincidencias para la transformación del Estado. FLACSO, San José, Costa Rica 2011.
- América Latina y el Caribe: ALBA: ¿Una Nueva Forma de Integración Regional? Teseo/FLACSO, Buenos Aires 2011.
- Experiencias en la Construcción de Posiciones Comunes en Política Exterior. Antecedentes para Centroamérica. Teseo/FLACSO Buenos Aires 2012.

In das Deutsche ist bisher keine ihrer Schriften übersetzt.